# ヤンマークラブ
ヤンマークラブは、かつて存在したヤンマーディーゼルサッカー部のBチーム。

## 概要
ヤンマーディーゼルサッカー部が1965年に日本サッカーリーグへ加盟。その際に大量の部員補強を行ったのだが、その事により同部への入部者が急増し管理や練習がままならなくなった為、チームを一軍（トップ）と二軍（サテライト）に分離。後にその二軍がヤンマークラブと称し関西サッカーリーグに所属する事となった。
創設当初は同好会的な趣もあり、試合に出ればほとんど負ける状態だったが試合を重ねる事で選手が成長。また一軍の構想から外れた選手を受け入れる事により徐々にチーム力が整い、1974年に関西リーグを優勝。1975年にはヤマハ、古河千葉を破って全国社会人大会で優勝。その後大日日本電線との入れ替え戦（当時は社会人大会上位チームにJSL2部への挑戦権が与えられていた）に勝利し、念願の日本サッカーリーグ2部入りを果たした。
チームはその後、4シーズンを日本サッカーリーグ2部で過ごすが、1979年のリーグ戦終了後にヤンマークラブ廃止の通達を会社より受ける。最後の公式戦となった天皇杯では一回戦で新日鉄、二回戦で日産を破って初の準々決勝進出を果たす。夢は決勝で一軍と対戦する事だった。しかし夢は叶わず、準々決勝で三菱に0-2と敗れ敗退。その時をもってチームが消滅する事となった。
解散の後、監督の水口洋次などが中心になって1980年に松下電器産業サッカー部を創設。水口らの尽力によりプロ化を果たした現ガンバ大阪の元となった。

## 成績
| 年度 | 所属   | 順位 | 勝点 | 試合 | 勝利 | 引分        | 敗戦 | 得点 | 失点 | 得失 |
| ---- | ------ | ---- | ---- | ---- | ---- | ----------- | ---- | ---- | ---- | ---- |
| 1972 | 関西   | 3位  | 16   | 14   | 6    | 4           | 4    | 17   | 13   | +4   |
| 1973 | 関西   | 2位  | 19   | 14   | 8    | 3           | 3    | 22   | 13   | +9   |
| 1974 | 関西   | 優勝 | 24   | 14   | 11   | 2           | 1    | 30   | 9    | +21  |
| 1975 | 関西   | 3位  | 17   | 14   | 6    | 5           | 3    | 24   | 13   | +11  |
| 1976 | JSL2部 | 6位  | 17   | 18   | 6    | 5           | 7    | 23   | 23   | ±0   |
| 1977 | JSL2部 | 4位  | 32   | 18   | 6    | 4PK勝 0PK敗 | 8    | 25   | 24   | +1   |
| 1978 | JSL2部 | 4位  | 38   | 18   | 8    | 3PK勝 0PK敗 | 7    | 29   | 31   | -2   |
| 1979 | JSL2部 | 5位  | 36   | 18   | 8    | 2PK勝 0PK敗 | 8    | 37   | 30   | +7   |

## タイトル

### リーグ戦
- 関西サッカーリーグ：1回
  - 1974年

### カップ戦
- 全国社会人サッカー選手権大会：1回
  - 1975年